# سولي بير
سولي بير هي قرية في مقاطعة خدا أفرين، إيران. عدد سكان هذه القرية هو 25 في سنة 2006.